# Лелека африканський
Лелека африканський (Ciconia abdimii) — вид птахів родини лелекових (Ciconiidae). Вид названий на честь турецького губернатора Бея Ель-Арнаута Абдіма (Bey El-Arnaut Abdim) (1780—1827).

## Поширення
Субендемік Африки (ареал включає майже всю Африку та невелику ділянку південно-західній Аравії).

## Опис
Лелека африканський — один із найдрібніших лелек, довжина 75-81 см, маса до 1,3 кг. Типове забарвлення дуже схоже з чорним лелекою, але має більш короткий, тонкий і прямий дзьоб оливкового кольору, порівняно короткі зеленуваті ноги з червоними лапами і «колінами», голе синє з червоним обличчя. У польоті добре відрізняється білими спиною і надхвостям.

## Спосіб життя
Гніздиться навесні, в сезон дощів, в смузі саван і напівпустель між Сахарою і екватором, зимує в саванах на південь від екватора, коли там настає вологий сезон. Зв'язок появи птахів з початком сезону дощів давно помічена людьми. «Найсухопутніший» з дрібних лелек, звичайний, групами полює в саванах, агроландшафтах.
Основу раціону становлять великі комахи, особливо саранові. Ці лелеки люблять годуватися перед фронтом пожежі, ловлячи сполоханих комах, або вже на попелищі, збираючи обгорілих безхребетних і дрібних хребетних. Як і єгипетські чаплі, супроводжують стада копитних.
Дощові лелеки гніздяться колоніями, рідше поодинці на деревах, обривах, уступах скель. Кладку з 1-3 яєць насиджують до місяця, вигодовування триває 2 місяці. У неволі ці лелеки доживали до 21 років.